# Neotamias palmeri
Neotamias palmeri (ardilla listada de Palmer) es una especie de roedor de la familia Sciuridae.

## Distribución geográfica
Sólo se encuentra en la cordillera Spring Mountains del Condado de Clark, Nevada, Nevada en los Estados Unidos.

## Hábitat
Su hábitat natural son: bosques templados.

## Estado de conservación
Se encuentra amenazada de extinción por la pérdida de su hábitat natural.